# Senarba rudicoxa
Senarba rudicoxa is een hooiwagen uit de familie Assamiidae.